# DC Universe (servizio di streaming)
DC Universe è un servizio streaming di video on demand e fumetti digitali operato dal DC Entertainment e Warner Bros. Digital Networks.

## Sviluppo
Nell'aprile 2017, DC Universe venne annunciato come servizio con una programmazione originale, e il nome ufficiale venne annunciato nel maggio 2018. Il mese successivo vennero annunciate le altre caratteristiche, tra cui l'accesso alla produzione cinematografica e televisiva della DC, una selezione di fumetti in rotazione, un forum di discussione, un negozio per il merchandise e un'enciclopedia sull'Universo DC. Sam Ades, dirigente della Bros. Digital Network, venne annunciato come dirigente del servizio.
I primi programmi originali annunciati, Titans e Young Justice: Outsiders, vennero rivelati nell'aprile 2017. A novembre venne annunciata una serie animata incentrata su Harley Quinn. Nel gennaio 2018 venne annunciata una serie prequel su Superman, intitolata Metropolis, incentrata su Lois Lane e Lex Luthor. A maggio 2018 vennero annunciate delle serie TV su Swamp Thing e Doom Patrol, e Metropolis venne messa nuovamente in sviluppo. A luglio venne annunciata una serie TV su Stargirl, che vedrà anche membri della Justice Society of America. Un mese dopo venne annunciato il programma di news giornaliere DC Daily. All'inizio di settembre 2018, venne rivelato che il servizio sarebbe stato disponibile anche in Canada a data da destinarsi.

## Disponibilità
DC Universe venne lanciato negli Stati Uniti il 15 settembre 2018 sui sistemi iOS, Android, Roku, Apple TV e Android TV, in aggiunta al sito internet. Ogni abbonamento permette l'utilizzo del servizio su un massimo di due dispositivi alla volta. I preordini per il servizio iniziarono il 19 luglio 2018, mentre una versione beta venne resa disponibile per un gruppo limitato di utenti ad agosto 2018.

## Contenuti

### Programmazione originale
| Titolo   | Genere     | Data di inizio    | Stagioni |
| -------- | ---------- | ----------------- | -------- |
| DC Daily | Notiziario | 15 settembre 2018 | 1        |

### Serie TV originali
| Titolo                   | Genere      | Cancellati                   |
| Live-action              | Live-action | Live-action                  |
| ------------------------ | ----------- | ---------------------------- |
| Titans                   | Azione      |                              |
| Doom Patrol              | Drammatico  | 3 stagione esclusiva HBO Max |
| Swamp Thing              | Horror      | 30 maggio 2019               |
| Stargirl                 | Drammatico  | 2 stagione esclusiva The CW  |
| Animazione               |             |                              |
| Young Justice: Outsiders | Supereroi   |                              |
| Harley Quinn             | Commedia    |                              |